# Laila bint Lukaiz
Laila bint Lukaiz ou Layla bint Lukayz (en arabe : لَيْلَى بنت لُكَيْز), morte en 483, aussi connue sous le nom de Layla la Chaste (en arabe : ليلى العفيفة), est une poétesse arabe légendaire et un poète majeur de son époque,. Dans sa poésie apparait le thème épico-romantique du chevalier venant au secours de la dame en détresse.

## Biographie
Il est rapporté que Laila bint Lukaiz bint Murra bint Asad serait une lettrée de l'époque pré-islamique de la tribu arabe de Rabi'a ibn Nizar. Chrétienne arabe, elle est la plus jeune enfant de son père Lukeyz, et se distingue par sa vertu, sa beauté, son intelligence et sa décence, qualités qui lui valent d'avoir de nombreux prétendants issus de l'aristocratie. Elle est promise en mariage à un prince yéménite alors qu'elle est amoureuse de son cousin Barraq ibn Rawhan (ar). Alors qu'elle se rend au Yémen pour épouser son fiancé, elle est enlevée par un prince persan qui l'enferme dans sa forteresse pour avoir rejeté ses avances. En réponse, Laila écrit son poème le plus connu, Si seulement al-Barraq pouvait voir (ليت للبراق عيناً), dans lequel elle a fait appel à son cousin et à ses frères pour la sauver. Le poème attise le courage de son peuple qui la libère. Au XXe siècle, le poème est mis en musique par le compositeur égyptien Mohamed El Qasabgi et popularisé par la chanteuse Asmahan.